# Fernando Chacel
Fernando Chacel (Rio de Janeiro, 1931 - Rio de Janeiro, 7 de março de 2011) foi um prestigiado paisagista brasileiro.
Juntamente com Rosa Kliass, fundou a Associação Brasileira de Arquitetos Paisagistas (Abap).
Foi estagiário de Roberto Burle Marx, sendo considerado seu sucessor e, portanto, o mais importante paisagista brasileiro.

## Vida
Fernando Magalhães Chacel era filho de pai espanhol e de mãe carioca. Em 1953, terminou a graduação em Arquitetura na Universidade do Brasil, atualmente Universidade Federal do Rio de Janeiro.
Uma de suas predileções era o acordeão que executou desde a juventude.
Teve três filhos e duas netas.

## Carreira
Durante mais de 50 anos de carreira, Fernando Chacel exerceu atividades profissionais como professor (Canadá e Brasil), diretor de parques e jardins (Guanabara) e desenvolvedor de projetos paisagísticos, sendo os de Furnas e Itaipu os maiores deles.
Em 2005, foi premiado pela Fundação Dembarton Oaks, de Washington, nos Estados Unidos.
Entre seus projetos estão os da Praça Antero de Quental e Parque do Penhasco Dois Irmãos, ambos no Leblon, no Rio de Janeiro.
Foi também o responsável pelo projeto de paisagismo da Península (Rio de Janeiro), na Barra da Tijuca.
Foi autor do livro Paisagismo e ecogênese, publicado em 2011 pela editora Fraiha.